# レスリー・トンプソン (ミュージシャン)
レスリー・アンソニー・ジョセフ・トンプソン（Leslie Anthony Joseph Thompson、1901年10月17日 - 1987年12月26日）は、ジャマイカのキングストンに生まれ、1929年にイングランドへ移住し、ロンドンで没したジャマイカ人のジャズ・トランペット奏者。

## 生涯
トンプソンは、ジャマイカのキングストンに生まれ、幼い頃からローマ・カトリック系のアルファ・コテージ・スクールで音楽を学んだ。16歳の時、彼は西インド連隊に入隊し、1920年代には、その軍楽隊の一員として地元キングストンの映画館などで演奏し、1929年にロンドンに渡ってネラー・ホール（王立軍楽学校）に学んだ。しかし、当時の規則が黒人を士官とすることを禁じていたため、彼は軍楽隊長にはなれなかった。彼は、トランペット以外に、ユーフォニウムやコルネットも演奏した。
1930年代には、スパイク・ヒューズのバンドに加わり、1932年まで、トランペット、トロンボーン、ダブル・ベースを演奏した。1934年から1935年にかけては、ルイ・アームストロングとともにヨーロッパをツアーし、その後、自身がリーダーとなる黒人だけから成るバンド（実際には当初はトロンボーン奏者2人が白人でブラックフェイスで黒人を演じていた）を結成したが、これはケン・スネイクヒップス・ジョンソンの支援を受けており、結局1936年には、ジョンソンがこのバンドを引き継ぐこととなった ジャイヴァー・ハッチンソンは、当時のサイドマンの一人であった。
1936年から1937年にかけては、ベニー・カーターの下で演奏し、後に1930年代の終わりころにはエドムンド・ロスの下でダブル・ベースを弾いていた。第二次世界大戦中は、南部海岸の王立砲兵隊の一員として軍務に就き、大戦後はダンスホールやナイトクラブで盛んに演奏していたが、1954年以降はプロとしての演奏活動からは身を引き、後には保護観察官となった
トンプソンは、マーカス・ガーベイに影響された、イングランド国教会の信徒だった。 ジェフリー・グリーンが編集したトンプソンの自叙伝は、初版が1985年にラビット・プレス (Rabbit Press) から出版され、2009年には『Swing from a Small Island - The Story of Leslie Thompson』と題されてノースウェイ・ブックスから再刊されたが、この時、クリス・シールは、『Morning Star』紙上で「トンプソンのものあたりは、読み、学び、回顧すべきものである (Thompson’s story is one to read, one to learn from and one to remember)』とコメントした。